# Più bello di così si muore
Più bello di così si muore è un libro di Antonio Amurri del 1979.
Da questo romanzo è stato tratto il film omonimo.

## Edizioni
- Antonio Amurri, Più bello di così si muore, 1979.